# Michael Dünkel
Michael Dünkel (* 16. August 1989) ist ein ehemaliger deutscher Nordischer Kombinierer.

## Karriere
In der Saison 2008/09 debütierte Michael Dünkel am 14. Februar 2009 im Weltcup der Nordischen Kombination. Beim Gundersen-Wettbewerb in Klingenthal belegte er den 42. Platz. Im selben Jahr nahm er an den Nordischen Junioren-Skiweltmeisterschaften 2009 teil. Gemeinsam mit Fabian Rießle, Wolfgang Bösl und Johannes Rydzek gewannen sie im Team-Wettbewerb hinter den Mannschaften aus Norwegen und Frankreich Bronze.
Seine ersten Weltcup-Punkte sammelte Dünkel bei seinen sechsten Weltcup-Einsatz am 5. März 2016. In Schonach erreichte er im Gundersen-Wettbewerb den 30. Platz. Am Ende der Saison 2015/16 belegte Dünkel in der Gesamtwertung mit einem Punkt den 59. Platz.